# La niña María Figueroa vestida de menina
La niña María Figueroa vestida de menina es una obra de Joaquín Sorolla pintada al óleo sobre lienzo con unas dimensiones de 151,5 x 121 cm. Está datado en el año 1901 y actualmente se conserva en el Museo del Prado de Madrid.

## Historia
El cuadro, desde su creación, ha estado ligado a la familia Figueroa y en colecciones particulares. Fue en 2001 que el Estado, por derecho de tanteo, la adquirió para el Museo del Prado.

## Descripción y estilo
La niña que aparece en el cuadro es hija de Rodrigo Figueroa y Torres, Duque de Tovar y amigo personal de Sorolla, quien la retrata con ocho años vestida como una menina del siglo XVII.
Sorolla emplea una amplia gama de colores con diferentes tonos de rojos, ocres, blancos y platas que recuerdan, y no solo por la temática del cuadro, al gran maestro sevillano Velázquez. Sin embargo, en su factura, el retrato es de un abrumador vanguardismo, especialmente para su época, con pinceladas libres y sueltas de gran plasticidad llegando a incluir en la composición la preparación del lienzo que queda visible en muchas zonas por la gran cantidad de disolvente usado en algunas pinceladas.